# Sirenidae
Los sirénidos (Sirenidae) son un clado compuesto de por lo menos 4 especies de anfibios caudados que se distribuyen en el sureste de los Estados Unidos y el noreste de México. Exhiben cuerpos alargados adaptados a una vida completamente acuática, una ausencia de dientes pedicelados, extremidades reducidas (careciendo de las posteriores) y pedomorfismo al retener las branquias en la etapa adulta, el sistema de la línea lateral y una alimentación por succión (aunque poseen una mandíbula móvil).
Los primeros estudios moleculares posicionaban a Sirenidae como el grupo hermano del resto de las salamandras, pero análisis posteriores de secuencias de genes nucleares sugerían al clado Cryptobranchoidea (Cryptobranchidae e Hynobiidae) como el más basal. Por otra parte, Zhang & Wake (2009) volvieron a posicionar a Sirenidae acorde a los primeros estudios, respaldando, además, al clado conformado por aquellas grupos con fertilización interna, por lo que la fertilización externa (presente en Sirenidae, Cryptobranchidae e Hynobiidae) sería un carácter plesiomórfico.

## Cladograma
|  | Pseudobranchus striatus |
|  |                         |
|  | Pseudobranchus axanthus |
|  |                         |

|  | Siren intermedia |
|  |                  |
|  | Siren lacertina  |
|  |                  |

|  | Pseudobranchus striatus |
|  |                         |
|  | Pseudobranchus axanthus |
|  |                         |

|  | Siren intermedia |
|  |                  |
|  | Siren lacertina  |
|  |                  |

Cladograma basado en Moler & Kezer (1993) y Frost et al. (2006).

## Taxonomía
Sirenidae se subdivide en cinco géneros, tres extintos y dos vivientes:
- Género †Habrosaurus Gilmore 1928
  - †H. dilatus Gilmore 1928
  - †H. prodilatus Gardner 2003
- Género †Kababisha Evans et al. 1996
  - †K. humarensis Evans et al. 1996
  - †K. sudanensis Evans et al. 1996
- Género †Noterpeton Rage et al. 1993
  - †Noterpeton bolivianum Rage et al. 1993
- Género Pseudobranchus Gray 1825
  - †P. robustus Goin and Auffenberg 1955
  - †P. vetustus 
  - P. axanthus Netting & Goin 1942
  - P. striatus LeConte 1824
- Género Siren Österdam 1766
  - †S. dunni Goin and Auffenberg 1957
  - †S. hesterna 
  - †S. miotexana 
  - †S. simpsoni 
  - S. intermedia Barnes 1826
  - S. lacertina Linnaeus, 1766
  - S. reticulata Graham, Kline, Steen, Kelehear, 2018